# Emeł Etem Toszkowa
Emeł Etem Toszkowa, bułg. Емел Етем Тошкова (ur. 4 marca 1958 w Isperich) – bułgarska inżynier, działaczka związkowa i polityk tureckiego pochodzenia, deputowana do Zgromadzenia Narodowego 38., 39., 40. i 41. kadencji, w latach 2005–2009 wicepremier oraz minister w rządzie Sergeja Staniszewa.

## Życiorys
W 1981 ukończyła studia na wydziale inżynierii mechanicznej wyższej szkoły technicznej WTU „Angeł Kynczew” w Ruse. Następnie do początku lat 90. pracowała jako technolog i główny inżynier w fabryce „Najden Kirow” w Ruse. W 1990 współtworzyła pierwszy w obwodzie Ruse związek zawodowy. W latach 1992–1993 pełniła funkcję sekretarza w strukturze centrali związkowej KT „Podkrepa”.
W okresie przemian politycznych należała do założycieli Ruchu na rzecz Praw i Wolności. W latach 1990–1991 była członkinią zarządu gminy Ruse, następnie do 1994 wykonywała mandat radnej. W latach 1993–1997 zatrudniona w centrali swojego ugrupowania, w 2000 objęła w nim funkcję wiceprzewodniczącego.
W 1997 po raz pierwszy uzyskała mandat posłanki do Zgromadzenia Narodowego. Utrzymywała go w wyniku wyborów w 2001 i 2005. W sierpniu 2005, po powstaniu koalicji rządowej tworzonej przez Bułgarską Partię Socjalistyczną, Narodowy Ruch Symeona Drugiego oraz Ruch na rzecz Praw i Wolności, weszła do gabinetu Sergeja Staniszewa. Objęła w nim stanowiska wicepremiera oraz ministra do spraw sytuacji nadzwyczajnych, które zajmowała do lipca 2009. W tymże roku po raz czwarty wybrana na posłankę, w bułgarskim parlamencie zasiadała do 2013.